# Dagmar Salén
Dagmar Salén (Örebro, 22 de maio de 1901 — Estocolmo, 20 de dezembro de 1980) foi uma velejadora sueca, medalhista olímpica. Ela competiu nos Jogos Olímpicos de Verão de 1936 na classe 6 Metre e conquistou a medalha de bronze na disputa a bordo do May Be com Sven Salén, Lennart Ekdahl, Martin Hindorff e Torsten Lord.
Salén nasceu em uma família nobre e se casou com Sven Salén em 1931. Seu filho Sven H. Salén (nascido em 1939) tornou-se advogado e político.